# تيري كونروي
تيري كونروي (بالإنجليزية: Terry Conroy)‏ (2 أكتوبر 1946 في جمهورية أيرلندا - ) هو لاعب كرة قدم أيرلندي في مركز الوسط. شارك مع منتخب جمهورية أيرلندا لكرة القدم. أما مع النوادي، فقد لعب مع ستوك سيتي وغلينتوران ونادي كرو ألكساندرا ونادي يميريك وووترفورد يونايتد وكليفلاند ستوكرز ونادي بولوفا ‏ وهوم فارم ‏.

## وصلات خارجية
- تيري كونروي على موقع قاعدة بيانات كرة القدم.إي يو (الإنجليزية)
- تيري كونروي على موقع ناشيونال فوتبول تيمز (الإنجليزية)
- تيري كونروي على موقع عالم كرة القدم.نت (الإنجليزية)